# Stres na delovnem mestu
Stres na delovnem mestu ima, tako kot stres v splošnem, veliko definicij. Možno ga je razlagati kot nekompatibilnost med osebo ter njenim delovnim okoljem . NIOSH (1999)  stres na delovnem mestu definira kot škodljiv fizični ali emocionalni odziv, ki se dogodi, ko zahteve delovnega mesta ne ustrezajo zmožnostim, sredstvom ali potrebam delavca. Lazarus (1991)  je ponudil še drugačen pogled na pojem, in sicer pravi, da je stres na delovnem mestu proces, ki vsebuje povezavo med osebo in njenim delovnim okoljem. Odgovor na stres na delovnem mestu je lahko psihološki, fizični ali pa oboje in se lahko karakterizira kot akutni, posttraumatični ali kronični .
Pravniške tožbe so le eden izmed mnogih stroškov podjetji, ki so povezani s stresom na delovnem mestu. Podjetja v Ameriki porabijo več kot 700 milijonov dolarjev, da zamenjajo 200.000 ostarelih posameznikov (45–65 let), ki umrejo ali pa so onesposobljeni zaradi srčne bolezni, katere glavni vzrok je stres (American Heart Association, 2002). Poleg tega stres vpliva tudi na pojave prehlada, gripe, prebavne težave, glavobole, vrtoglavice, prav tako pa vpliva tudi na posameznikovo zadovoljstvo na delovnem mestu ter njegovo počutje (anksioznost, depresivnost, izgorelost). Zaradi vseh teh dejavnikov psihologi posvečajo stresu veliko pozornosti, saj želijo odkriti njegove vzroke in potencialne stresorje, ki ga povzročajo, njegovo povezanost z zdravjem ter skušajo na podlagi teg razviti postopke in sistematčne organizacijske ukrepe, s katerimi bi ga lahko zmanjšali .

## Raziskovanje stresa na delovnem mestu

### Definicije in modeli raziskovanja
Kahn in Byosiere (1992) sta oblikovala model raziskovanja stresa, ki sta ga opredelila v treh točkah:
1. Opis stresorjev na delovnem mestu
2. Moderatorji stresnega procesa – individualne razlike in socialna opora
3. Posledice stresa – izgorelost in srčne bolezni.

Pionirja raziskovanja stresa sta bila tudi Walter Cannon in Hans Selye. Cannon (1929) je bil prvi, ki je uporabil pojem stresa, preučeval pa je odzive živali v nevarnih situacijah.  Oblikoval je pojem reakcije – boj ali beg, ki opredeljuje odziv na nenadno pojavljajoče stresorje, ki naj bi trajali krajši čas (akutni ali epizodični stres). Selye (1956) pa je definiral stres kot nespecifičen odziv človeškega telesa na zunanje zahteve, na podlagi česar je razvil pojma evstresa (predstavlja izziv posamezniku, ga motivira ter se sklada z njegovimi cilji) in distresa (predstavlja negativni vpliv na posameznikovo počutje in posledično tudi na njegovo zdravje), s čimer je za razliko od Cannona zajel odziv posameznika na dlje trajajoče stresorje.
Selye je opazil,  da je odziv na katerokoli travmo ali bolezen skoraj identičen.  Opisal ga je kot General Adaptation Syndrome – GAS (Posplošeni prilagoditveni sindrom) ter ga razdelil na tri faze. Prvo je poimenoval Alarmna faza, v kateri telo aktivira lastne vire za soočanje s stresno situacijo. V tej fazi se pospeši srčni utrip, prav tako pa se pričnejo izločati stresni hormoni (adrenalin, noradrenalin, epinefrin in kortizol). V drugi fazi, ki jo je poimenoval faza Odpora, se telo še naprej sooča s samim izvorom stresa, vendar je za razliko od prejšnje faze odpor na druge stresorje znižan. Zadnja faza – faza Izčrpanosti pa zajema stanje, kjer odpor popolnoma upade, posledice tega pa lahko nastopijo izgorelost, različne bolezni in celo smrt – v primeru, da stres ne izgine .
Lazarus (1991)  je opisal stres kot fluktuirajoč proces, v katerem posamezniki ocenjujejo okolje in se poizkušajo soočati z različnimi stresorji. Ta proces v določenih okoliščinah (npr. telovadba) lahko izzove odzive telesa, ki zdravju koristijo, pri kronični obliki izpostavljenosti stresa pa so odzivi telesa negativni. Treba pa je izpostaviti, da so ti telesni odzivi avtomatični in na njih ne moremo vplivati.

## Stresorji na delovnem mestu
Stresorji so psihološke ali fizične zahteve okolja, na katere se posameznik odzove) .  Primeri pogostih fizičnih stresorjev na delovnem mestu so vročina, hrup in svetloba. Med pogoste psihološke stresorje pa uvrščamo tudi medosebni konflikt, pomanjkanje kontrole in nejasnost delovne funkcije. Reakcije na te stresorje so pogosto opisane kot obremenitve, ki lahko posledično privedejo do izgorelosti, tesnobe, visokega krvnega pritiska in srčnih bolezni Na drugi strani pa poznamo tudi različne strategije spoprijemanja s stresom. Na problem osredotočeno soočanje je usmerjeno na odpravljanje izvora stresne situacije in zajema definiranje problema, oblikovanje različnih rešitev in iskanje njihovih pozitivnih oziroma negativnih dejavnikov ter akcijo, ki zajema rešitev problema. Na čustva osredotočeno reševanje problema vključuje emocionalen odziv na stresno situacijo, ki lahko zajema izogibanje, minimaliziranje in distanciranje od samega problema . 

## Dejavniki stresa na delovnem mestu

### Fizični dejavniki
Pod fizične dejavnike sodijo energetske spremembe v delovnem okolju ali pa hitro in nepričakovano delovanje mehaničnih ali fizičnih dejavnikov, kot npr. udarci, hrup, temperatura, ergonomske značilnosti delovnega prostora . 
Poleg fizičnih stresorjev pa pomembno vlogo igrajo tudi psihološki. Potrebno pa je poudariti, da je učinek pojavljanja multiplih stresorjev na enkrat lahko kumulativen.

### Psihološki dejavniki
Omenimo lahko osebnostno ranljivost, zahteve delovnega mesta (npr. preobremenjenost, pomanjkanje kontrole, časovni pritisk, pritisk učinkovitosti, nejasne vloge, konflikti, emocionalna zahtevnost dela), organizacijsko klimo, skladnost med osebo in delovnim okoljem, percepcijo in oceno delavca, kulturo in socializacijski proces, prakse kadrovskega managementa, medicinske, zakonske in legalne procese, management poškodb in prakso vračanja na delo .

## Posledice stresa na delovnem mestu
Stres ni vedno negativen, pozitiven stres namreč poviša raven energije posameznika in poveča posameznikovo pozornost na specifično dejavnost, zaradi česar lažje opravi zadane naloge, kar lahko dobro opazimo na športnih tekmovanjih ali pa javnih nastopih . Blag stres pri posamezniku poveča vnemo, spodbuja ustvarjalnost in delavnost . Zaradi stresa je lahko posameznik bolj zavzet za delo, torej v delo vlaga več energije in je aktivnejši v dejavnostih, ki vodijo do napredovanja in strokovnega razvoja posameznika .

### Posledice stresa na ravni posameznika
Prevelik stres preobremeni in poruši  posameznikov fiziološki in mentalni sistem, kar rezultira v bolezenskem stanju, nezadovoljstvu, neetičnem vedenju, napakah, zmanjšanem delovanju in absentizmu . 

#### Vedenjske posledice
Nekatere vedenjske posledice stresa so motnje v prehranjevanju (prekomerno najedanje ali zauživanje premalo hrane), motnje v spanju (predolgo spanje, premalo spanja), socialna izolacija, prokrastinacija in zanemarjanje zadolžitev/obveznosti, uživanje alkohola, uživanje drog, kajenje, grizenje nohtov izostajanje , nesreče, slabša delovna učinkovitost ter agresivnost. 
Osredotočili se bomo predvsem na dve posledici: 
- Informacijsko procesiranje
- Učinkovitost

Informacijsko procesiranje. Znanstvene raziskave so pokazale, da ima stres velik učinek na delovanje spomina, reakcijske čase, natančnost in učinkovitost na delovnem mestu. Poleg tega imajo posamezniki, ki so izpostavljeni večjemu ali dlje trajajočemu stresu, težave v usmerjanju in vzdrževanju pozornosti, težave pa se kažejo tudi v nižji ustvarjalnosti in slabši sposobnosti odločanja .
Delovna učinkovitost.  Skoraj stoletje so znanstveniki raziskovali in skušali dokazati hipotezo, da povezanost med telesnim vzburjenjem/stresom in delovno učinkovitostjo lahko najboljše opišemo z  obrnjeno U-krivuljo . To pomeni, da ko stres narašča, narašča tudi delovna učinkovitost, a le do določene točke, kjer ta začne padati. Potrebno pa je poudariti, da stres predstavlja le enega od številnih dejavnikov, ki lahko vplivajo na delovno učinkovitost. Poleg tega pa tudi na samo izraženost oziroma občutek stresa lahko vpliva več različnih dejavnikov, kot sta na primer kompleksnost naloge in osebnostne značilnosti posameznika .

#### Posledice na ravni kognitivnega delovanja
Težave s spominom, težave s pozornostjo, težave pri odločanju, negativizem, zaskrbljenost  in samoobtožbe 

#### Psihološke posledice
Med psihološke posledice stresa na delovnem mestu bi lahko uvrstili depresivnost, anksioznost, izčrpanost, napetost in nezadovoljstvo z življenjem in delovnim mestom .
Izgorelost je stanje skrajne psihološke obremenitve, ki se pojavi kot posledica dolgotrajne izpostavljenosti kroničnemu stresu in izčrpanosti posameznika, da bi se z njimi še naprej soočal). Izgorelost je bila v začetku opredeljena s tremi dimenzijami:
1. Emocionalna izčrpanost se pojavi, ko posameznik občuti emocionalno obremenitev zaradi dela.
2. Občutki depersonalizacije se pri osebi pojavijo v primeru, ko se zaradi količine stresa oseba okrepi v tolikšni meri, da prične obravnavati sodelavce kot objekte.
3. Občutek nizke osebne učinkovitosti. Takšni posamezniki se ne morejo soočati z lastnimi problemi, prav tako pa ne morejo zaznati in razumeti problemov drugih.

Izgorelost se navadno meri z Maslahovo lestvico izgorelosti (Maslach Burnout Inventory – MBI) (Maslach, Jackson in Leiter, 1996), ki zajema ocenjevanje stopnje izgorelosti na vseh treh dimenzijah.
Raziskave so pokazale, da največ izgorelosti na delovnem mestu občutijo mladi zaposleni, ki so lahko z novimi zahtevami delovnega mesta preveč obremenjeni,  v primerjavi med spoloma pa so se v novejših raziskavah pokazale nekatere razlike. Moški naj bi večkrat občutili občutke depersonalizacije in cinizma na delovnem mestu, ženske pa naj bi bile bolj dovzetne za občutke izčrpanosti. Pomemben faktor na doživljanje izgorelosti pa naj bi bil tudi zakonski stan, saj so poročeni kazali manj dovzetnosti za doživljanje izgorelosti, najverjetneje zaradi višje socialne opore .
Ker je občutek izčrpanosti prvi simptom izgorelosti, raziskovalci menijo, da bi bilo dobro preventivo usmeriti predvsem na stresorje, ki sprožijo takšne občutke).

#### Fiziološke posledice
Fiziološke posledice stresa največkrat razvrščamo v tri skupine:
1. Kardiovaskularne spremembe. Spremembe v krvnem pritisku, ritmu srca in holesterolu.
2. Gastrointesninalne spremembe. Kažejo se v motnjah prebavnega sistema.
3. Biokemične spremembe. Opazimo jih kot zvišanje izločanja različnih stresnih hormonov (npr. kortizola in kateholaminov)

Pri odzivu na stresno situacijo sodeluje celotno telo. Kadar je oseba prepogosto in/ali predolgo izpostavljena stresu, stresni odziv posameznika, ki mu mnogi pravijo odziv »boj ali beg«, spremeni možgane, hkrati pa negativno vpliva na delovanje organov in celic po celotnem telesu. Kot odziv na stresor nadledvične žleze izločijo stresne hormone: kortizol, epinefrin (adrenalin) in norepinefrin. Ti hormoni potujejo po krvožilnemu sistemu po celotnem telesu. Adrenalin poviša srčni utrip posameznika in poviša krvni tlak v  telesu, kar na dolgi rok povzroči hipertenzijo. Kortizol vpliva na nastanek endotelija, kar predstavlja začetek procesa nastajanja  ateroskleroze. Gre za kronično bolezen, pri kateri se zadebeli arterijska stena zaradi kopičenja lipidov, kot je holesterol.  Učinki povišanega adrenalina in kortizola pa močno povečajo verjetnost infarkta ali možganske kapi. Ko možgani zaznajo stres, aktivirajo vegetativno živčevje po celotnem telesu, tudi avtonomno živčevje prebavnega traka, kar povzroči občutek metuljčkov v trebuhu. Dolgoročno lahko zmoti naravni ritem prebavnega sistema, poviša občutljivost prebavil za želodčno kislino, kar povzroči občutek zgage, spremeni sestavo in delovanje bakterij v prebavilih, kar pomembno vpliva na splošno počutje/zdravje posameznika. Povišana raven kortizola v telesu poveča apetit in željo po visoko-kalorični hrani in ogljikovih hidratih. Visoka raven kortizola povzroča nabiranje maščob okrog pasu, ki povzročijo izločanje citokinov, ki povečajo verjetnost kroničnih obolenj kot so srčno-žilna obolenja in sladkorna bolezen. Stresni hormoni pomembno vplivajo tudi na imunski sistem, v začetnih fazah pomagajo pri obrambi telesa in hitrejšem celjenju ran, kronični stres pa zniža delovanje nekaterih celic imunskega sistema, kar pomeni, da je posameznik bolj izpostavljen infekcijam in obolenjem, hkrati pa se obdobje celjenja ran in prebolevanja bolezni močno podaljša. Kronični stres lahko povzroči tudi akne na koži, izgubo las, znižanje libida, glavobole, napetost v mišicah, težave s pozornostjo in razdražljivost. .

#### Posledice na ravni možganov
Kronični stres spreminja možgane na nivoju genov na tri načine: spremeni velikost možganov, strukturo možganov in delovanje možganov. Stresni odziv se prične z odzivom sistema, ki vključuje endokrine žleze, možgane (hipotalamus in hipofiza) in ledvice. Kot je posameznik v stresni situaciji, se omenjeni sistem aktivira in sprosti kortizol, ki pripravi telo na takojšen odziv. Kronični stres poviša stopnjo aktivnosti in poveča število nevroloških povezav v amigdali. Z visoko stopnjo kortizola v krvi slabijo nevrološki signali in povezave v hipokampusu, ki ga povezujemo z učenjem, spominom in kontrolo nad stresnimi situacijami. Posameznikova sposobnost nadzora stresnih situacij slabi. Kortizol lahko povzroči, da se možgani zmanjšajo, izgubo sinaptičnih povezav v možganih in zmanjšanje velikosti prefrontalnega korteksa, kjer so možganski centri za koncentracijo, inhibicijo, odločanje, presojanje situacij, socialne interakcije, osebnost itd. Povzroči, da možgani tvorijo manj novih celic v hipokampusu, kar povzroči težave z učenjem in spominom. S časom poveča verjetnost za razvoj depresije ali alzheimerjeve demence .

### Posledice na ravni organizacije
Zaradi stresa na delovnem mestu lahko pride do finančnih izgub in upada produktivnosti in s tem uspešnosti podjetja (Leka idr., 2009)
Posledice stresa na ravni organizacije so posredne, in sicer se zaradi stresa, ki ga doživljajo posamezniki na delovnem mestu povečajo stroški organizacije zaradi absentizma, interes zaposlenih za delo upade, upadeta produktivnost in učinkovitost podjetja, prihaja do prezgodnjih upokojitev, nadomeščanja postanejo pogostejša, pogosto se povečajo sodni stroški organizacije. Na splošno se zmanjšat donosnost in konkurenčnost organizacije ter se zniža ugled organizacije (Hoel idr., 2001).

### Posledice na ravni države
Država nosi posledice stresa na delovnem mestu v obliki stroškov. Stres, kateremu je posameznik izpostavljen na delovnem mestu, povečuje verjetnost za nastanek zdravstvenih težav, kar  povečuje odsotnost z dela in znižuje produktivnost ter konkurenčnost drugim družbam. Verjetno se premalo  zavedamo dejstva, da so stroški povezani z nižjo produktivnostjo in slabšo konkurenčnostjo ter povečano odsotnostjo z dela veliko višji kot stroški intervencij, ki bi zniževale stres na delovnem mestu. Država nosi stroške absentizma, stroške zdravljenja, ki vključujejo stroške obiska zdravnika, stroške bolniške oskrbe, stroške zdravil, stroške rehabilitacije in stroške prezgodnjih upokojitev zaradi zdravstvenega stanja zaposlenih (Hoel idr., 2001).
Iz naštetih posledic je razvidno, da imajo delodajalci in država podobne razloge za prizadevanje zmanjševanja stresa na delovnem mestu, saj posledice stresa posredno pomembno zvišujejo stroške tako organizacije kot tudi delodajalcev. Predvsem se zaradi absentizma, ki je posledica stresa na delovnem mestu, povečajo neposredni stroški, ki se pojavijo v obliki izplačil nadomestil zaposlenim, ko so začasno zadržani z dela, plačilo nadur delavcem, ki delajo namesto odsotnih sodelavcev in plačilo začasno zaposlenim osebam. 

## Ukrepi proti stresu na delovnem mestu
Stres na delovnem mestu je eden izmed ključnih problemov sodobnega življenja. Zaradi njegove stalne prisotnosti in vztrajnosti je dobro definirati neke mehanizme spoprijemanja, s katerimi lahko ta stres preprečimo, omilimo ali se mu celo preventivno izognemo in tako preprečimo dolgotrajne negativne posledice, ki jih s seboj prinaša .
Ukrepov proti stresu na delovnem mestu se lahko lotimo na več ravneh: najpogosteje avtorji ločijo med individualno ravnjo in organizacijsko, nekateri pa ločijo še ukrepe na ravni posameznega poklica/delovnega mesta, ukrepe na ravni zakonov in pravilnikov, ukrepe na ravni države in ukrepe na ravni Evropske unije. Znotraj vsake ravni poznamo ukrepe, ki so lahko primarni, sekundarni ali terciarni . Primarni ukrepi se nanašajo na poskuse zaščite zdravja ljudi, ko stres na njih še ni pustil posledic. Sekundarni ukrepi zajemajo zgodnjo zaznavo težav povezanih s stresom in učinkovite poskuse odprave začetnih znakov bolezni. Terciarni ukrepi pa zajemajo rehabilitacijske poskuse zmanjšanja ali odstranitve dolgotrajnih posledic stresa .

### Individualni ukrepi proti stresu na delovnem mestu

#### Primarne intervencije (usmerjene k stresorju)
Ukrepi proti stresu na ravni posameznika so lahko primarni oz. preventivni .To konkretno pomeni, da posameznik na primer upravlja s tistimi pogoji dela, na katere ima vpliv (npr. načrtuje svoj čas za delo in druge aktivnosti, razvrsti naloge po pomembnosti, naredi dnevni načrt dela, opravi najprej težje naloge in nato lažje, si zastavi dosegljive cilje)  . Primer primarne intervencije je tudi posameznikovo nadzorovanje osebnih pogledov in reakcij na stresorje ter stres (npr. kognitivno prestrukturiranje, izogibanje nepremišljenemu in agresivnemu odzivanju, pogled na spremembe s pozitivnega stališča, zavračanje nestvarnih zahtev, sprejemanje problemov kot izzivov in ne kot groženj, samonagrajevanje za dobro opravljeno delo) .

#### Sekundarne intervencije (usmerjene k odzivu na stres)
Na sekundarni ravni lahko pri spoprijemanju s stresom uporabimo naslednje ukrepe:
- Upravljanje z načinom življenja (npr. ohranjanje ravnovesja med delom in prostim časom, redni odmori med samim delom, tedenski in letni odmori, izogibanje pitju alkohola in kajenju) [16].
- Tako prehrana, kot tudi količina spanca, količina zaužitega kofeina in nivo aktivnosti so pomembni faktorji posameznikovega zdravja. Posamezniki, ki se počutijo  izgorelo, lahko doživljajo stres tudi zaradi nezdravih navad, ki negativno vplivajo na telo in dobro počutje. Vzdrževanje zdravja s prakticiranjem zdravih navad lahko pomembno prispeva k spopadanju s stresom. Tako se je pomembno držati naslednjih nasvetov:  jesti zdravo, uravnoteženo hrano (dovolj svežega sadja, zelenjave in dovolj tekočine, ne veliko mastne hrane), dovolj spati, uživati zmerno količino kofeina, saj lahko le-ta še bolj stimulira stresen odziv, in biti dovolj telesno aktiven [12] [14].
- Ukvarjanje s hobijem, ki posamezniku pomeni sprostitev in ga napolni z energijo [12].
- Učenje tehnik sproščanja je lahko ena izmed bolj učinkovitih strategij spopadanja s stresom. Stres povzroči pospešene reakcije telesa in napne mišice, s sproščanjem pa naredimo prav nasprotno: dihanje postane globlje, upočasnimo pulz in bitje srca, sprostimo mišice. Naučimo se lahko tehnik sproščanja kot so na primer: progresivna relaksacija mišic, meditacija, joga, čuječnost [12] [16].

#### Terciarne intervencije (usmerjene k simptomom)
K simptomom usmerjene terciarne intervencije so potrebne, ko je stres na posamezniku že pustil dolgoročne negativne posledice in jih želi le-ta odpraviti . Glede na to, zakaj posameznik uporabi terciarno intervencijo in kaj želi z njo doseči, lahko uporabi različne ukrepe, na primer karierno svetovanje, v težjih primerih pa tudi predelavo travmatske izkušnje (npr. s pomočjo  psihoterapije) ali medicinsko oskrbo.
Posameznik lahko pri spoprijemanju s stresom, ki ga doživlja zaradi službe, uporabi različne strategije, ki so v različnih primerih lahko različno učinkoviti. Na problem osredotočeno soočanje je usmerjeno na odpravljanje izvora stresne situacije in zajema definiranje problema, oblikovanje različnih rešitev in iskanje njihovih pozitivnih oziroma negativnih dejavnikov ter akcijo, ki zajema rešitev problema. Na čustva osredotočeno reševanje problema vključuje emocionalen odziv na stresno situacijo, ki lahko zajema izogibanje, minimaliziranje in distanciranje od samega problema .

### Organizacijski ukrepi proti stresu na delovnem mestu
Intervencije spopadanja s stresom na individualni ravni lahko pomagajo posamezniku pri spopadanju z neizogibnimi pritiski, vendar pa se ukvarjajo le z enim delom problema, zato je potrebno, da so kot dodatek k organizacijskim programom, ki si prizadevajo za spremembe in se ukvarjajo z globljimi vzroki za stres in nezdravim  delovnim okoljem. Organizacije iz različnih razlogov uvajajo razne metode za upravljanje s stresom za svoje zaposlene. Na eni strani je lahko razlog za to potreba po zmanjšanju stroškov organizacije zaradi s stresom povezanih bolezni,  absentizmom in odpovedmi. Na drugi strani pa je lahko razlog humanitarna želja po izboljšanju delovnih pogojev .

#### Primarne intervencije
Tudi na organizacijski ravni lahko delujemo že preventivno. Primarne intervencije se osredotočijo na izločitev ali zmanjšanje okoljskih faktorjev tveganja, ki bi lahko ogrozili posameznikovo zdravje v prihodnosti . Tako lahko na primer organizacija identificira in izboljša potencialne vidike delovnega mesta ali zaposlenih, ki bi lahko povzročili stres, ali pa že v osnovi izoblikuje delovno okolje, ki stresa ne bi izzvalo . Take strategije, ki se osredotočijo na delovno mesto namesto na posameznika, imajo večjo možnost za uspeh, čeprav so taki ukrepi dražji in bolj zamudni, zato pa tudi bolj redki. Za ocenjevanje delovnega mesta obstaja tudi vrsta ček list, ki so dostopne v večini evropskih jezikov. Organizacije lahko s pomočjo teh ček list ugotovijo potencialne stresorje svoje organizacije in na podlagi teh ugotovitev načrtujejo intervencije. Primeri takih ček list so na primer: ček lista za zadovoljstvo zaposlenih s službo, ček lista o delovnih pogojih, ček lista o pogojih zaposlitve, ček lista o socialnih odnosih na delovnem mestu, vprašalnik o stresu na delovnem mestu in vprašalnik o zdravstvenih pritožbah delavcev.  Pomemben primarni ukrep je tudi izbira pravega (dovolj  kompetentnega) kandidata za določeno delovno mesto, saj lahko nekomu povzročimo stres že s tem, da mu damo zanj prezahtevne naloge .
Poleg že navedenih ukrepov, lahko organizacija uporabi številne druge preventivne ukrepe, med katerimi avtorji najpogosteje navajajo naslednje     : 
- Organizacija ponudi delavnico o stresu na delovnem mestu, s katero pokaže skrb za zaposlene, jih izobrazi o stresu in pomaga identificirati najbolj pomembne vidike tega problema,
- zanima se za doživljanje svojih zaposlenih in ocenjuje stresorje na podlagi poročanj zaposlenih,
- organizira poseben organ, ki se stalno srečuje in izdeluje strategije za izboljšanje delovnega okolja,
- poveča zaposlenim občutek nadzora in sodelovanja pri spremembah in ustvarjanju pogojev na delovnem mestu,
- skrbi za ustrezno raven  kompetenc zaposlenih – npr. z usposabljanji za posamezne spretnosti, z uporabo menjave delovnih mest, kjer se zaposleni preizkusijo na več področjih, z uporabo računalnika za učenje novih spretnosti,
- trudi se za izboljšanje fizičnih dejavnikov na delovnem mestu – npr. možnost prezračevanja, zmanjšanje hrupa,  strupenih snovi, ki se lahko pojavijo na delovnem mestu, preprečevanje preveč (napornega) monotonega dela, kot je na primer delo v neudobni pozi in dvigovanje težkih stvari,
- omogoča primerno uporabo tehnologije – napredna in ne prekomerna uporaba,
- ohranja zahteve dela na »zdravi« ravni – manj nadur, zmanjševanje zahtev,
- omogoča razvoj  kariere in napredovanje,
- omogoča bolj fleksibilne urnike dela – izmensko delo,
- spodbuja zaposlene k izboljšanju lastnih strategij spoprijemanja s stresom,
- poveča nivo socialne podpore – skrbi za ustrezno medsebojno dinamiko med zaposlenimi (z raznolikimi skupinskimi aktivnostmi),  s supervizanti in podporo sodelavcev, treningi reševanja konfliktov -  s kvalitetnimi medosebnimi odnosi in komunikacijo imajo zaposleni občutek tako čustvene podpore, kot tudi podpore za izpolnitev službenih dolžnosti.

Potrebno se je zavedati, da se različna delovna mesta med seboj zelo razlikujejo, zato je treba te ukrepe prilagajati vsakemu delovnemu mestu posebej. Nekje so možna večja prilagajanja, drugje pa manjša . Obstajajo na delovno mesto vezane intervencije, ki pa so dovolj splošne, da so uporabne za večino delovnih mest . Te so naslednje:
- vezane na delovne dolžnosti in delovno mesto: izogibanje tako preveliki kot tudi premajhni količini dela in delovnih nalog, omogočen počitek po zahtevnem delu, omogočena kontrola značilnosti dela s strani delavcev  (npr. delovni urnik – narejen tako, da je kompatibilen z zahtevami in obveznostmi izven službe), uvajanje bolj fleksibilnega  delovnega časa, delitve dela in oblikovanja izmenskega dela, izboljšanje sistema  nagrajevanja,
- vezane na prihodnost uslužbenca: zaposlene jasno informirati o priložnostih za izpopolnjevanje njihovih poklicnih spretnosti in službenih priložnostih, prav tako pa tudi o razvoju organizacije in ekonomije, ki bi morda lahko vplivala na njihov zaposlitven status, skrbeti za razvoj posameznikove  kariere in z delovnim mestom povezanih spretnosti ter zagotavljati  varno stalno zaposlitev,
- vezane na socialno okolje: omogočiti zaposlenim medsebojno interakcijo in podporo,
- vezane na oblikovanje dela: oblikovati delovne naloge tako, da so zaposlenim smiselne in imajo nad njimi nadzor ter jasna pričakovanja glede cilja naloge.

#### Sekundarne intervencije
Raziskave ugotavljajo visoko uspešnost preventivnih programov organizacij, vendar pa se po večini evropskih držav uporablja predvsem sekundarne in terciarne intervencije . Sekundarne intervencije se kažejo predvsem kot pridobivanje novih znanj in veščin delavcev, ki je organizirano in financirano s strani organizacij. Veliko raziskav je tudi potrdilo, da je možno izboljšati prilagodljiva tveganja za zdravje, kot je stres, s pomočjo s strani organizacije financirane preventivne medicine  in programov promocije zdravja . Obstajajo še številni drugi programi, ki jih lahko organizacije ponudijo, med katere spadajo programi za prenehanje kajenja, dietno prehranjevanje, sprostitveni in fizični/gibalni tečaji, kontrole zdravja posameznika , programi, ki se ukvarjajo z odnosom delo-družina, kamor se lahko vključijo tudi partnerji zaposlenih . Posebej v zadnjem času so veliko pozornosti namenili ugotavljanju učinkovitosti treningov  čuječnosti  . 
Organizacija lahko posamezniku ponudi tudi svetovanje zaposlenim s strani PPZ –  Programa podpore zaposlenim (ang. EAP – »employee assistance programme«), ki ga v Sloveniji ponuja Inštitut za razvoj in inovacije Ljubljana, d.o.o. Program se loteva kompleksnih težav zaposlenih, ki so pod stresom in naslavlja tako problem spopadanja s stresom v službi, kot tudi izven službe ter v interakciji med službo in drugimi vlogami, v katerih delujejo zaposleni. Svetovalec  zaposlenim in njihovim ožjim družinskim članom pomaga pri reševanju stisk, nadrejenim pri delu z zaposlenimi, vodstvu podjetja zastaviti  medosebne odnose in klime v delovnih skupinah, pri zmanjševanju stresa zaposlenih na delovnem mestu ali zasebnem življenju ter delovanju v kriznih situacijah. Prav tako s sprotnimi poročili omogoča sprotno spremljanje in usmerjanje aktivnosti na področju ohranjanja in izboljšanja tako fizičnega kot tudi psihosocialnega  zdravja zaposlenih. Lotevajo se torej stresa v organizaciji v najširšem smislu .

#### Terciarne intervencije
Terciarni ukrepi, ki jih zagotovi organizacija,  so namenjeni kot pomoč zaposlenim (npr. svetovanje in psihoterapija), ki trpijo za kroničnim stresom. Cilj je izboljšanje zdravja posameznika in postopna vrnitev na delovno mesto. Po navadi so ti ukrepi zagotovljeni predvsem s strani specialistov medicine. Čeprav še ni standardiziranih pristopov k tretmaju/zdravljenju težav povezanih s stresom na delovnem mestu, se že kažejo neke smernice in pristopi, ki so se izkazali za učinkovite, npr. kognitivno-vedenjska terapija, sistematična desenzitizacija, vizualizacija. Pri tem je potreben bolj celosten pristop k obravnavi delavca, kjer se vključi mreža služb (specialist medicine dela, zavarovalničar, službe, ki zagotavljajo rehabilitacijo) .
Ne glede na to, kakšno intervencijo organizacija uporabi, pa je pomembno, da na koncu preveri, če je bila le-ta sploh učinkovita . Pri tem se lahko zanaša že na lastno presojo, pa tudi na presojo svojih zaposlenih. Organizacija lahko oblikuje ocenjevalne mehanizme, ki bodo točno izmerili ključne vidike  delovnega okolja in simptomov stresa pred, med in po izvajanju intervencije .

### Ukrepi na ravni zakonov
Stres na delovnem mestu je istočasno problem posameznika kakor tudi organizacije in družbe, zato je tudi družbi v interesu, da ta stres prepreči. V ta namen obstajajo tudi smernice EU in obveze za varovanje zdravja in varnosti  .
Problematike stresa na delovnem mestu se dotaknejo tudi nekateri  zakoni in kolektivne pogodbe. Nov zakon iz leta 2011, Zakon o varnosti in zdravju pri delu (ZVZD-1)  nalaga nekatere obveznosti delodajalcem v zvezi z varovanjem duševnega zdravja zaposlenih. Iz 6. člena izhaja, da mora delodajalec načrtovati in izvajati promocijo zdravja na delovnem mestu. Iz 24. člena izhaja, da mora delodajalec sprejeti ukrepe za preprečevanje, odpravljanje in obvladovanje primerov nasilja, trpinčenja, nadlegovanja in drugih oblik psihosocialnega tveganja na delovnih mestih, ki lahko ogrozijo zdravje delavcev. Iz 32. člena istega zakona pa izhaja, da mora delodajalec promocijo zdravja na delovnem mestu načrtovati in zanjo zagotoviti potrebna sredstva, pa tudi način spremljanja njenega izvajanja. V zakonih lahko najdemo tudi določbe o povprečnem tedenskem delovnem času, o obveznih odmorih, o nočnem delu. 

### Učinkovitost ukrepov
Večina avtorjev kot najbolj učinkovite ukrepe proti stresu na delovnem mestu navaja primarne oziroma preventivne intervencije zagotovljene s strani organizacij, seveda pa lahko proti stresu na delovnem mestu najbolje delujemo, če razpolagamo tako s primarnimi kot tudi s sekundarnimi in terciarnimi intervencijami ter  spodbujamo in usposabljamo zaposlene za razvijanje lastnih učinkovitih strategij spoprijemanja s stresom. Potrebno je vedno znova razvijati, preizkušati in ocenjevati nove strategije in ukrepe, ki bi lahko doprinesli k boljšemu delovnemu okolju zaposlenih in s tem tudi njihovemu zdravju. Pri tem je potrebno prisluhniti tudi zaposlenim o njihovih skrbeh, težavah in potencialnih rešitvah.